# Ingomar Hauchler
Ingomar Hauchler (* 15. März 1938 in Biberach an der Riß) war von 1983 bis 1998 Mitglied des Deutschen Bundestages. Er ist verheiratet und hat drei Kinder.

## Leben und Beruf
Nach dem Abitur erlernte er zunächst den Beruf des Schriftsetzers, studierte dann Volkswirtschaft und promovierte in diesem Fach. Nach dem Studium ging er 1967 als Vorstandsassistent zur Metallgesellschaft AG nach Frankfurt am Main. Danach wurde er Verlagsdirektor und Mitglied der Geschäftsleitung der Verlagsgruppe Bertelsmann in Gütersloh. Seit 1974 ist er Hochschullehrer in Bremen. 1976 berief ihn die Hochschule für Wirtschaft in Bremen zum Professor für Wirtschaftswissenschaften. Außerdem ist er Vorstandsmitglied der Stiftung Entwicklung und Frieden, Mitglied der IG Medien, der Arbeiterwohlfahrt, des Reichsbundes, des Bundes der Naturfreunde und des Bundes für Umwelt und Naturschutz Deutschland e. V. (BUND) sowie des Willy-Brandt-Kreises.

## Partei
Von 1977 bis 1983 war Hauchler SPD-Unterbezirksvorsitzender des Bezirks Landkreis Harburg, von 1983 bis 1993 stellvertretender Unterbezirksvorsitzender, dann Vorsitzender. Im Jahre 1987 wurde er Mitglied der Programmkommission des SPD-Parteivorstandes. Von 1999 bis 2004 war Hauchler Sprecher des entwicklungspolitischen Beirats des Hamburger Senats.

## Abgeordneter
Von 1976 bis 1983 war Hauchler Mitglied des Kreistages im Landkreis Harburg. Von 1983 bis 1998 war er Bundestagsabgeordneter, gewählt über die Landesliste Niedersachsen. In der Bundestagsfraktion leitete er von 1995 bis 1998 als Vorsitzender die Arbeitsgruppe Weltwirtschaft. Er war außerdem Mitglied im Bundestagsausschuss für wirtschaftliche Zusammenarbeit und stellvertretendes Mitglied im Auswärtigen Ausschuss. Er amtierte darüber hinaus für längere Zeit als Sprecher für Entwicklungspolitik und Weltwirtschaft der SPD-Bundestagsfraktion.